# 维登 (海尔布隆县)
维登（德語：Widdern，發音：[ˈvɪdɐn] ⓘ）是德国巴登-符腾堡州斯图加特行政区海尔布隆县的城市，面积25.23平方千米，2023年12月31日人口为1,836人。